# Christine Beerli
Pour les articles homonymes, voir Beerli.
Christine Beerli, née le 26 mars 1953 à Bienne (originaire de la même ville et de Thal), est une personnalité politique suisse, membre du Parti radical-démocratique. 
Elle est députée au Conseil des États de fin 1991 à fin 2003. 

## Biographie

### Origines et famille
Christine Beerli naît Christine Kopp le 26 mars 1953 à Bienne, dans le canton de Berne. Elle est originaire de la même ville et de Thal, dans le canton de Saint-Gall. Elle grandit à Bienne avec ses deux sœurs cadettes.
Elle est divorcée de Rudolf Beerli, médecin généraliste qu'elle épouse en 1983. Ils n'ont pas d'enfant.

### Études et parcours professionnel
Après une maturité gymnasiale de type économique obtenue en automne 1972, elle fait des études de droit à l'Université de Berne, conclues par une licence en 1976.
Elle décroche le brevet d'avocat en 1978 et exerce dans son propre cabinet de 1979 à 1998 à Bienne.

### Parcours politique
Elle commence sa carrière politique en siégeant de 1980 à 1983 au Conseil de ville (législatif) de Bienne, puis de 1986 à 1991 au Grand Conseil du canton de Berne. Elle préside le groupe radical-démocratique au sein du parlement cantonal. 
En 1991, elle est élue au Conseil des États, s'imposant sur le fil face à la candidate des Verts Leni Robert. Elle y siège jusqu’en 2003. Elle préside le groupe radical de l'Assemblée fédérale de 1996 à 2002, s'imposant au sein du groupe parlementaire en septembre 1996 par 28 voix contre 27 à Gerold Bührer.
Elle préside la Commission de politique extérieure (CPE) de fin 1997 à fin 1999 et celle de la sécurité sociale et de la santé publique (CSSS) de fin 1999 à fin 2001. Elle fait également partie des commissions des affaires juridiques (CAJ) et de la politique de sécurité (CPS), respectivement de fin 1995 à fin 1997 et de fin 1995 à mars 1998, et de celle de l'économie et des redevances (CER) à partir de décembre 1997. Enfin, elle est déléguée à l'Union interparlementaire de fin 1997 à juin 1998.
Christine Beerli échoue dans sa tentative d'élection au Conseil fédéral le 10 décembre 2003 alors qu'elle brigue le siège de Kaspar Villiger. C'est Hans-Rudolf Merz qui est élu. Elle quitte alors la vie politique[réf. souhaitée]. 

### Positionnement politique
Elle appartient à l'aile gauche de son parti et se profile en particulier sur les dossiers de l'Espace économique européen, l'assurance-vieillesse et survivants et le partenariat social.
En 1993, elle se désolidarise de son parti pour soutenir la candidature de la socialiste Christiane Brunner au Conseil fédéral.

### Autres fonctions
Christine Beerli est élue présidente de Pro Juventute en octobre 1996, succédant à ce poste à l'ancien conseiller fédéral radical Rudolf Friedrich. Elle exerce également la présidence[Quand ?] de la Commission fédérale de l'alcool[réf. souhaitée]. 
Elle a siégé au Conseil d'administration de la compagnie d'assurances Rentenanstalt[réf. souhaitée]. Elle préside Swissmedic, l'institut chargé de surveiller le marché des produits thérapeutiques, dès le 1er janvier 2006 et ce jusqu'en 2018[réf. souhaitée]. 
Elle est directrice de la Haute école de technique et d'architecture de Bienne de mai 1998 à octobre 2003, puis du département de la technique et de l'informatique de la Haute école spécialisée bernoise jusqu'en octobre 2007.
Elle est membre de l'Assemblée du Comité international de la Croix-Rouge depuis 2005[réf. souhaitée]. Le 26 avril 2007, elle a été élue vice-présidente permanente du CICR et a pris ses fonctions le 1er janvier 2008 en remplacement du professeur Jacques Forster[réf. souhaitée].